# Naomi Ackie
Naomi Ackie (2 de novembre de 1992) és una actriu anglesa. Va fer el seu debut televisiu com a Jen a l'episodi de Doctor Who "Face the Raven" (2015). Pel seu paper de Bonnie a la sèrie de comèdia i drama The End of the F***ing World, va rebre el premi BAFTA a la millor actriu secundària el 2020. També va interpretar a Jannah a la pel·lícula Star Wars: The Rise of Skywalker (2019). El 2021, va tenir un paper principal a la tercera temporada de Master of None. Interpretarà la cantant estatunidenca Whitney Houston al biopic I Wanna Dance with Somebody, que s'estrenarà a finals del 2022.

## Primers anys
Naomi Ackie va néixer i es va criar a Walthamstow, Londres, filla d'immigrants de Granada. El seu pare era empleat de Transport for London i la seua mare treballava per al Servei Nacional de Salut. Té un germà i una germana grans. Va anar a la Walthamstow School for Girls.
El seu primer paper va ser als 11 anys, interpretant l'àngel Gabriel en un pessebre escolar. Va estudiar a la Royal Central School of Speech and Drama i es va graduar el 2014.

## Carrera
Ackie va aparéixer a Lady Macbeth (2016), per la qual va guanyar el British Independent Film Award a la nouvinguda més prometedora el 2017. Posteriorment, va aparéixer al debut com a director d'Idris Elba, Yardie (2018) i Star Wars: The Rise of Skywalker (2019). També va interpretar a Bonnie a la segona temporada de la sèrie de comèdia negra de Netflix The End of the F***ing World, i a una inspectora escolar a Education, un drama d'una hora de durada que forma part de la sèrie de pel·lícules d'antologia de Steve McQueen Small Axe.
Ackie interpretarà la cantant Whitney Houston a la propera pel·lícula biogràfica I Wanna Dance with Somebody. També està compromesa a protagonitzar el debut directorial de Zoë Kravitz Pussy Island, protagonitzada per Channing Tatum, i Mickey 17 de Bong Joon-ho, basada en la novel·la de ciència-ficció d'Edward Ashton, al costat de Robert Pattinson, Toni Collette i Mark Ruffalo.